# Йохан I фон Марк-Аренберг-Лумен
Йохан I фон Марк-Аренберг-Лумен (на немски: Johann I von der Marck-Arenberg-Lummen; † 14 август 1519, погребан в Лумен) от род Ламарк, е господар на Марк, Аремберг в Лумен.

## Произход
Той е син на Вилхелм I фон Марк, господар на Лумен († 1485) и съпругата му Йохана фон Аршот († 1506)

## Фамилия
Йохан I фон Марк-Аренберг се жени на 26 септември или 26 ноември 1499 г. за Маргарета фон Рункел (* пр. 1477; † ок. 1549), дъщеря на граф Фридрих IV фон Вид († 1487) и графиня Агнес фон Вирнебург († 1478). Те имат децата:
- Йохан II фон Марк (* ок. 1500; † 15 декември 1552), господар на Лумен, женен на 18 август 1534 г. за Маргарета фон Васенар-Лайден († 1556/1557)
- Вилхелм фон Марк (* пр. 1520; † 13 май 1557)
- Отилия фон Марк († 3 януари 1558), омъжена на 4/14 февруари 1526 г. за граф Филип III фон Вирнебург († 1534)
- Клаудия фон Марк († сл. 1548)
- Анна фон Марк († 21 ноември 1573)
- Анастасия фон Марк († сл. 1590)